# ABN (rapgroep)
ABN is een Belgische hiphopgroep.

## Geschiedenis
ABN (Algemeen Beschaafd Nederlandz) is midden jaren 90 opgericht door de rapper Quinte Ridz en Pita, pseudoniem voor Saïd Aghassaiy, de man die de beat en muziek verzorgde.
Hun debuutalbum ABnormaal werd door de pers goed ontvangen en hun single Algemeen Beskaafd Nederlandz (een samenwerking met de Nederlandse nederhopformatie Osdorp Posse) kwam onmiddellijk binnen in De Afrekening (luisteraarshitparade) van Studio Brussel. De groep mocht in juli 1998 ook het festival Torhout-Werchter openen. In 1999 verliet Pita de groep. MHD en Khattabi hadden intussen de groep reeds verlaten. Quinte bracht naderhand de derde ABN-single Vet and Fonky uit.
In april 2000, kwam ABN naar buiten met een tweede cd, genaamd Seriewoordenaar, op het Nederlandse DJAX-label en kregen ze de rap-award op de TMF Awards. Een tijd later kwam hun 3de album Nachtschade uit en kregen ze voor het tweede jaar op rij de TMF-Award voor beste rap & rnb. In 2003 kwam hun vierde album Kanonnevlees uit, waar twee jaar lang aan werd geproduceerd, geschreven, gefreestyled en opgenomen in hun eigen studio.
Nadien is het een tijd stil geweest. In 2006 kwam hun nieuwe single Asfaltrocker uit die goed onthaald werd door JIMtv, TMF en Studio Brussel. In februari 2009 ten slotte kwam de cd Batterijzuur uit.
Verder werken ze ook samen met andere artiesten, zo kan je op de nummers ex-Liefdadigheid en Alo, Wa? Luc De Vos van de band Gorki horen en Marcel Vanthilt zingt het refrein op Kanonnevlees.

## Discografie[1]

### Singles
- Politie Polutie (1998)
- Algemeen Beskaafd Nederlandz (1998)
- Vet en fonky (1999)
- Ex-liefdadigheid (2000)
- Poppekast (2000)
- Xxtralarge (2001)
- Breekpunt (2001)
- Asfaltrocker (2006)
- Bounceuh (2007)

### Albums
- ABNormaal (1998)
- Seriewoordenaar (1999)
- Nachtschade (2000)
- Kanonnevlees (2003)
- Het beste van (2007)
- Batterijzuur (2009)

## Oud-leden
- Pita
- MHD
- DJ Flip (ten tijde van Abnormaal)

## Huidige bezetting
- Quinte